# バラ窓

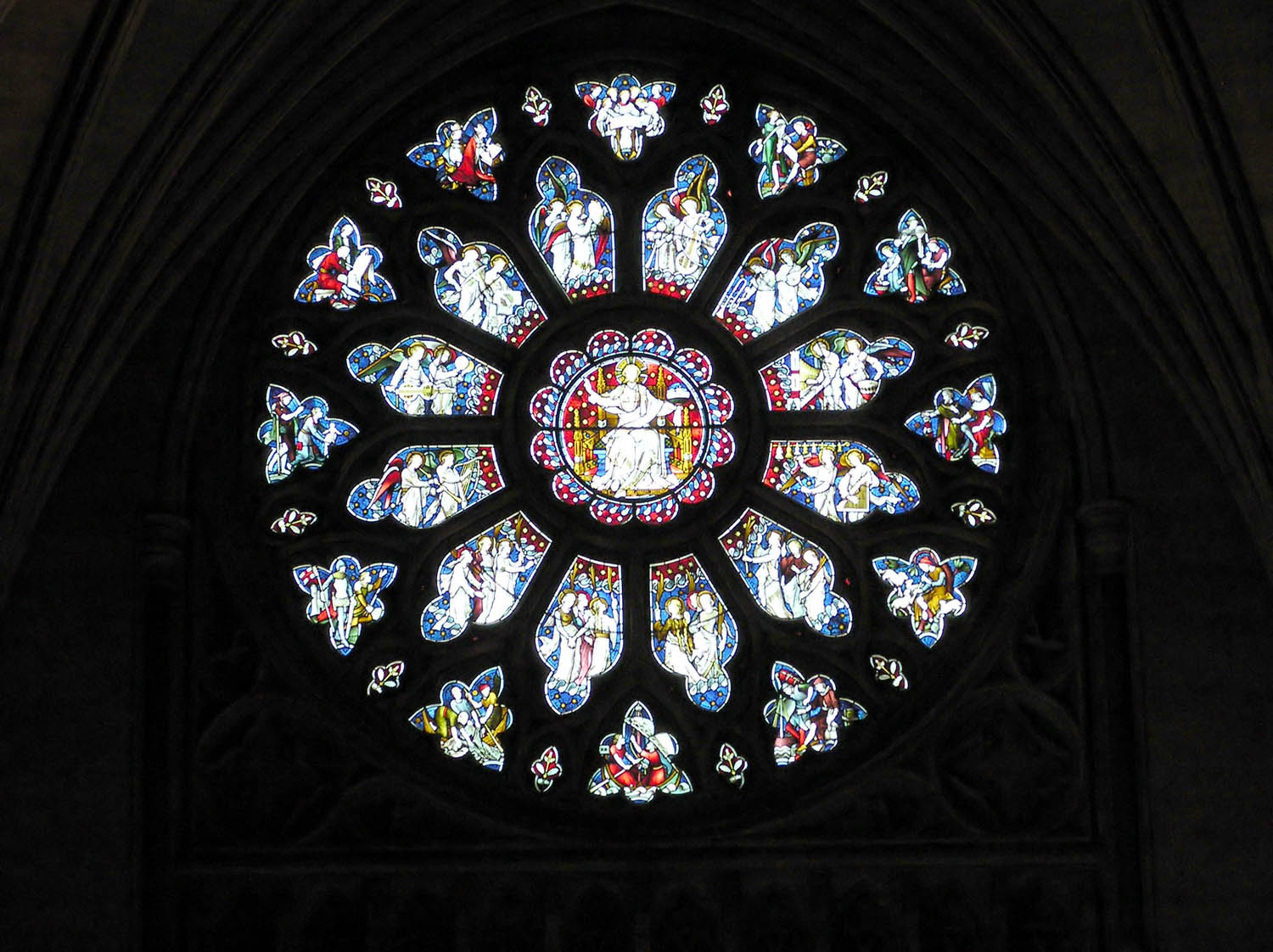
英国ブリストル、ブリストル大聖堂のバラ窓。身廊の西端。

バラ窓（ばらまど）とは、普通一般に、そして特にゴシック建築において、ステンドグラスで作られた円形の窓で、一般的にマリオンとトレサリーが中央から放射状に伸びている。

## 語源
聖母マリアは「奇（く）しきバラの花」とも言われ、教会や大聖堂においてバラ窓はしばしば聖母マリアを暗示しており、バラの花を精巧に模すこともあった。
しかし「バラ窓｣という用語は17世紀以前には使われておらず、おそらく古フランス語の「roue（車輪、歯車）」からくるものであろうと思われる。
したがって、聖母マリアとバラの花、バラ窓を特に関連付ける考え方は通常、中世以前では考えにくい。

## 起源

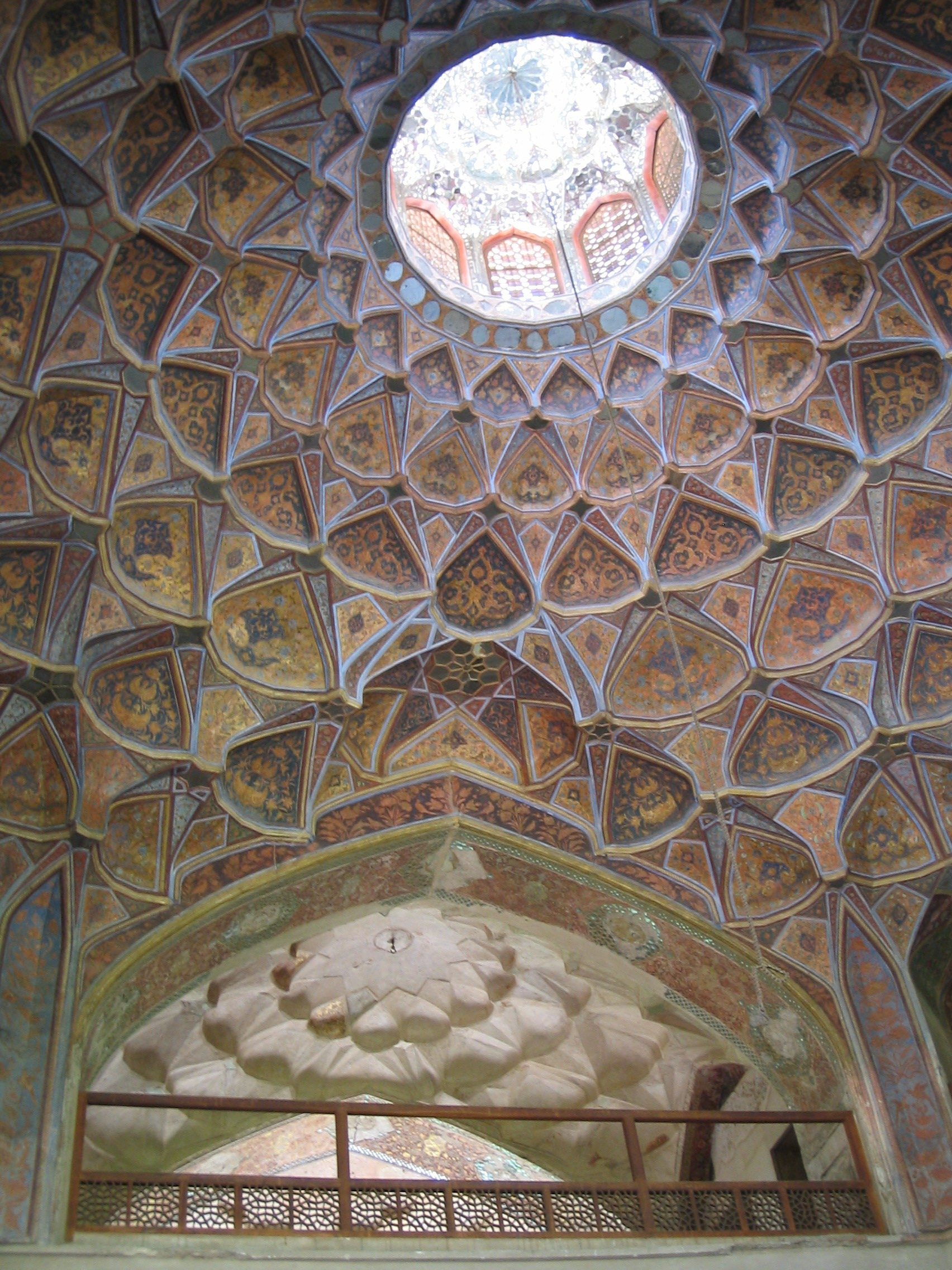
イスラーム建築におけるオクルス

バラ窓の起源は、ローマ建築のオクルスの一部に見ることができる。
ごく初期の例として、スペインのオビエド近く、リロのサン・ミゲル（サン・ミゲル・デ・リーリョ教会, es）でトレサリーと共に軸方向に置かれた9世紀のものが挙げられる。
一般的には、ロマネスクの時期にオクルスが発達してバラ窓になったと思われているが、実際には、ロマネスクのオクルスがゴシックのバラ窓へと変化する移行過程の特徴を備えたものが認められない。そのため、パリ近郊サン・ドニ修道院（現在は大聖堂）の西のファサードにあるバラ窓が、ゴシックの最初のバラ窓として登場したときに（オクルスからバラ窓へと）一気に革新がなされたのだという説は、説得力に欠けるのである。
サン・ドニのバラ窓は1130年代にシュジェールがサン・ドニの修繕に取り組んだ頃のもので、18世紀に何度か破壊された。
バラ窓の発達に関してはもう1つ、ドイツの歴史芸術家オットー・フォン・シムソンが提唱した説がある。シムソンは、740年から750年にかけてヨルダンの Khirbat al-Mafjar に建てられたウマイヤ朝の宮殿の外壁を飾る、切れ込みが6つ入ったロゼット（バラ飾り）と八角形の窓がバラ窓の起源だと考えた。
この説では、十字軍遠征の際にこの魅力的な窓のデザインがヨーロッパに持ち込まれ、教会に導入されたとされる。

## 発達

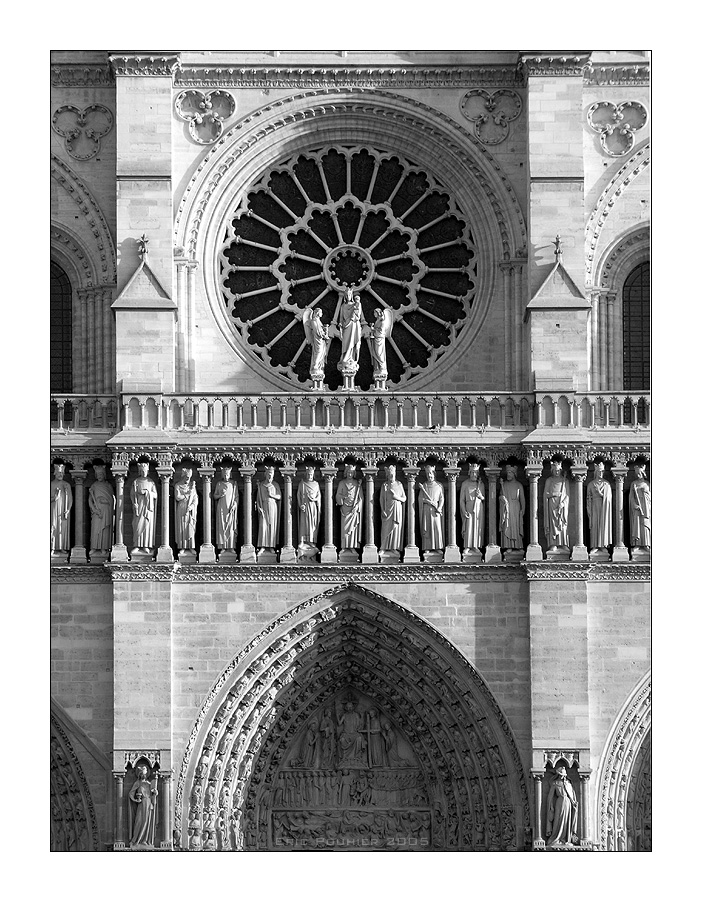
西のバラ窓。ノートルダム大聖堂、パリ

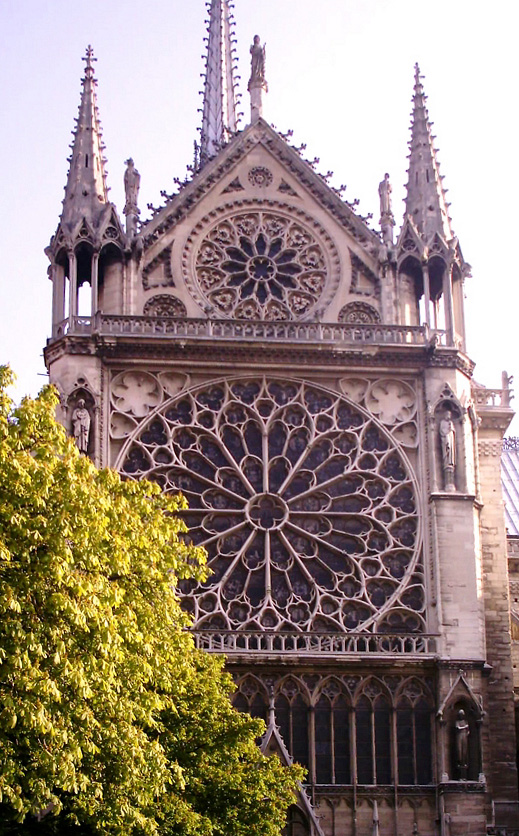
南のバラ窓。ノートルダム大聖堂、パリ

およそ12世紀の中頃から、ゴシック建築の発展とともにバラ窓はさらに精巧な様式へと進化して、そのサイズも大きくなっていった。
13世紀の中頃までにバラ窓は、サン・ドニ修道院の翼廊に見られるように可能な限り最大のサイズ、すなわち身廊の幅全体にまで広げられた。

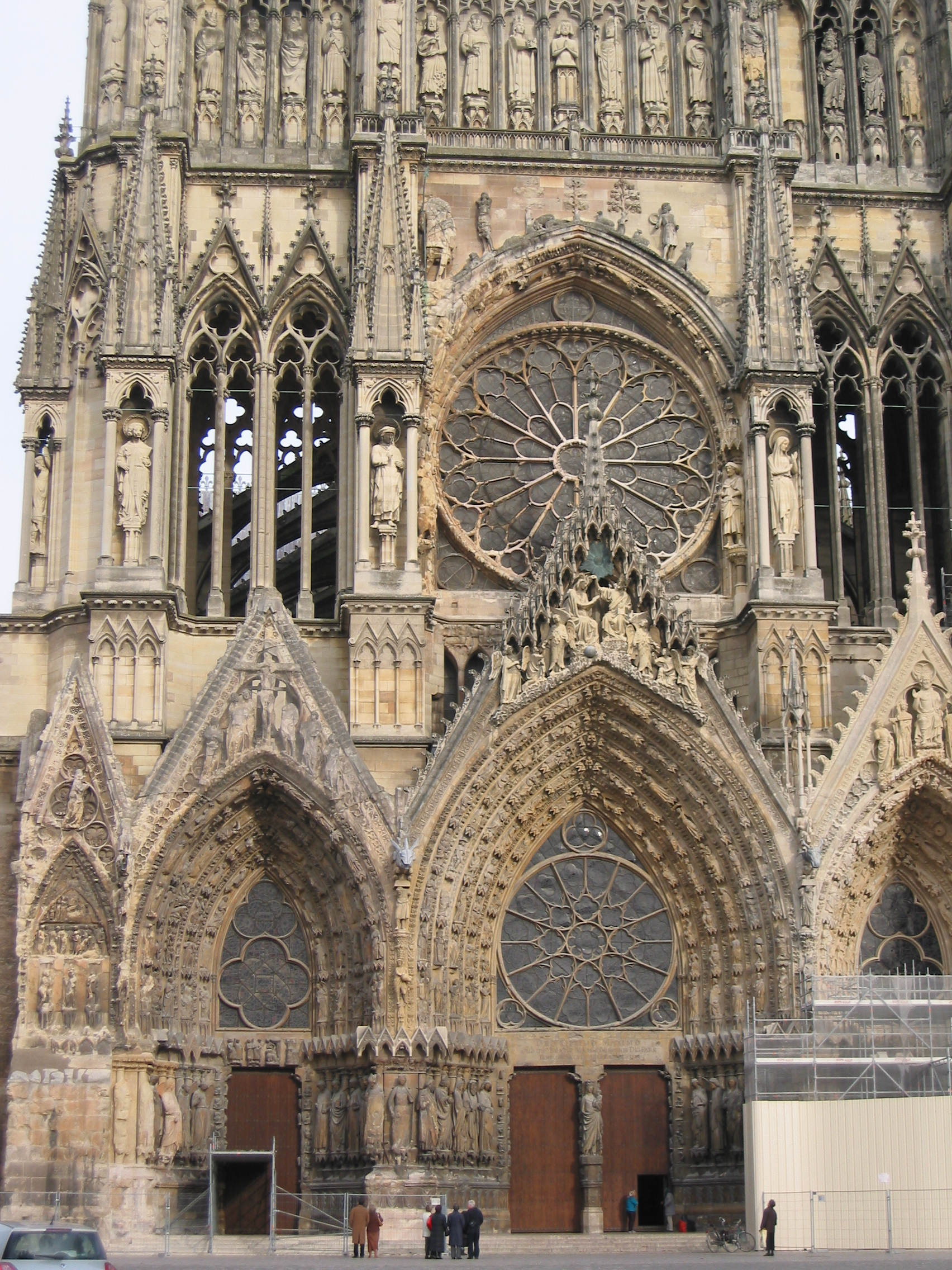
ランスのノートルダム

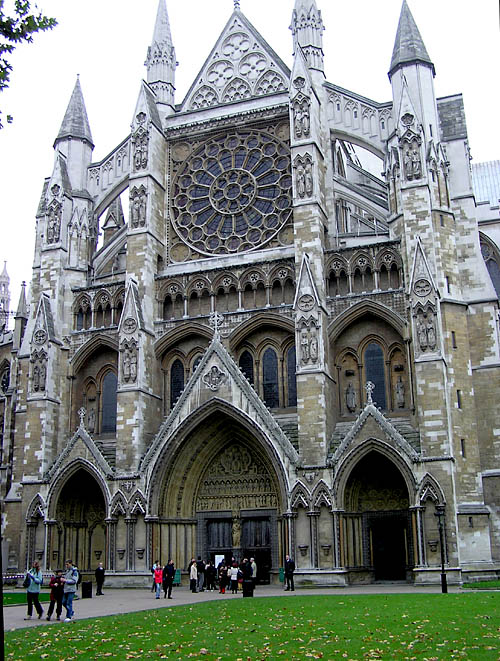
ウェストミンスター寺院北の翼廊のバラ窓

ごく初期のゴシック建築では、重要なものとしてマンテの大聖堂(1200年）、パリのノートルダム大聖堂の西のバラ窓 (1220年)、ラン大聖堂、シャルトル大聖堂が挙げられる。
これらのケースではすべて、バラ窓は円いアーチの下に置かれた。
ゴシック様式の次の重要な段階では、ランスのノートルダム大聖堂 (1230年) の翼廊や後の時代のファサードに見られるように、バラ窓は尖頭アーチの下に置かれた。
この形はおそらく、同じくランスにあったという聖ニケーゼの教会から生じたものと思われる。
この教会ではバラ窓は正方形を描き、パリのノートルダム大聖堂 (1257年) の翼廊に見られるようにスパンドレルを貫通している。
ゴシック様式が発達する最後の段階では、バラ窓は下の窓の列に置かれる。この場合バラ窓は、巨大な窓の中心部分を構成し、ルーアンやボーヴェの大聖堂のように翼廊の端全体を覆うことになる。
このようなゴシック様式の大聖堂や、19〜20世紀にかけてのネオ・ゴシック様式でデザインされた教会堂やチャペルでバラ窓が使用される一方、ロマネスク様式のバシリカでもバラ窓は使用され、後期ロマネスク・ゴシック様式に影響を与えた。
例としては、チェコのトシェビーチにあるユネスコ世界遺産の聖プロコピウス聖堂の他、イタリアのスポレートやモンツァも挙げられる。
これらの建築様式に見られるデザインは、ゴシック建築のよく知られた教科書の例とはしばしば異なっている。
イングランドではバラ窓の使用は通常翼廊に限定されたが、ヨークシャーのバイランド修道院の西正面やロンドンのセント・ポール大聖堂の東正面には巨大なバラ窓が造られ、地元の教会やチャペルにも同様の形で用いられた。
ドイツでは、ストラスブールのノートルダム大聖堂ファサードにバラ窓の典型が見られる。
イタリアでは、バラ窓は特にランゴバルド人建築家によって用いられ、ヴェローナのサン・ゼノ、モデナの大聖堂、シエーナやオルヴィエートなどトスカーナ地方のゴシック教会などに見られる。
バラ窓の特異な例としては、13のスポークを持つ中央飾りがモリーゼ州ラリーノのバシリカに見られる。
アメリカでは、フランスの芸術家アンリ・マティスが1954年、ニューヨークポカンティコのユニオン・チャーチの東壁にアビー・エルドリッヒ・ロックフェラーを記念したバラ窓を作製した。

## ギャラリー

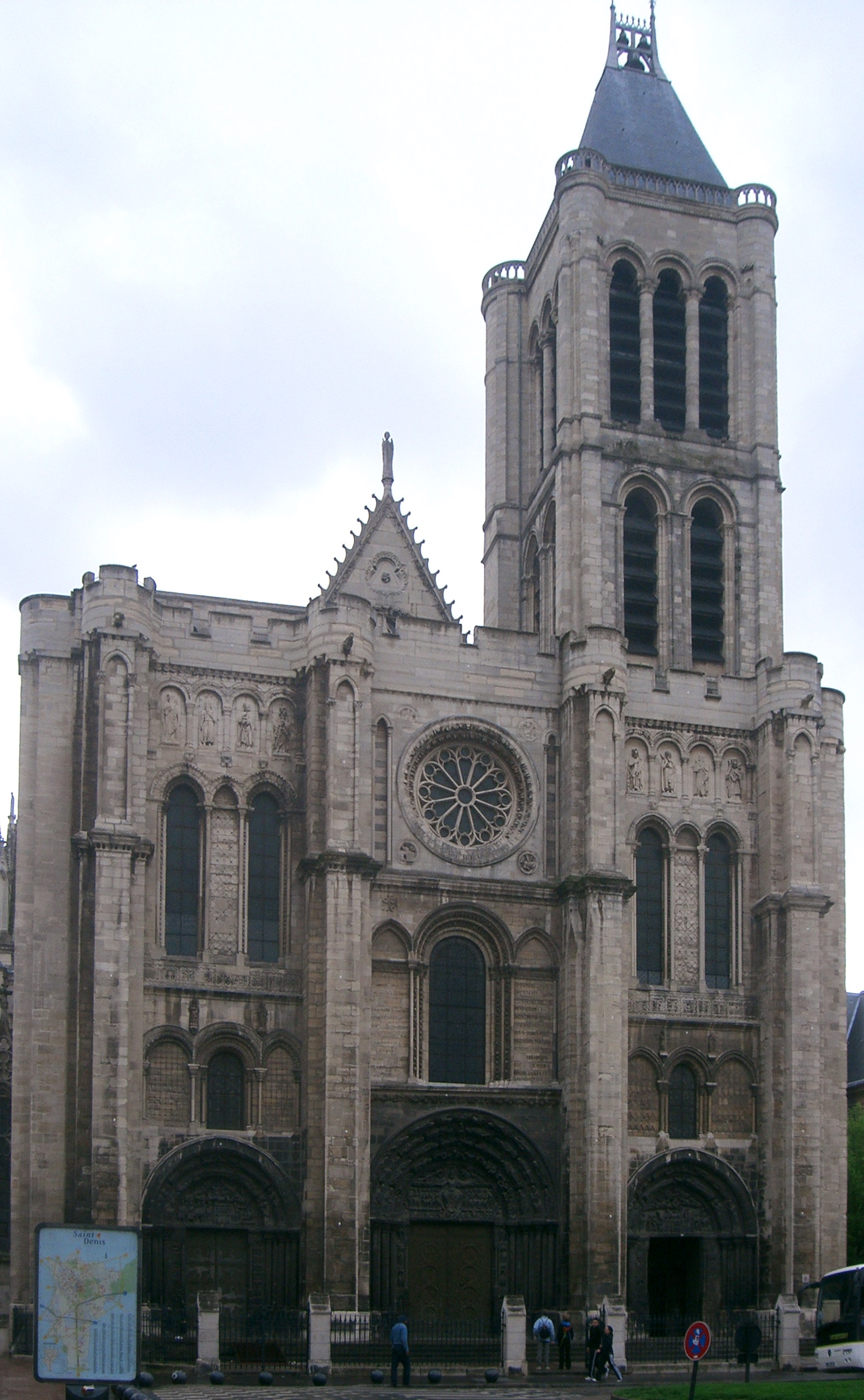
サン・ドニ修道院西ファサード
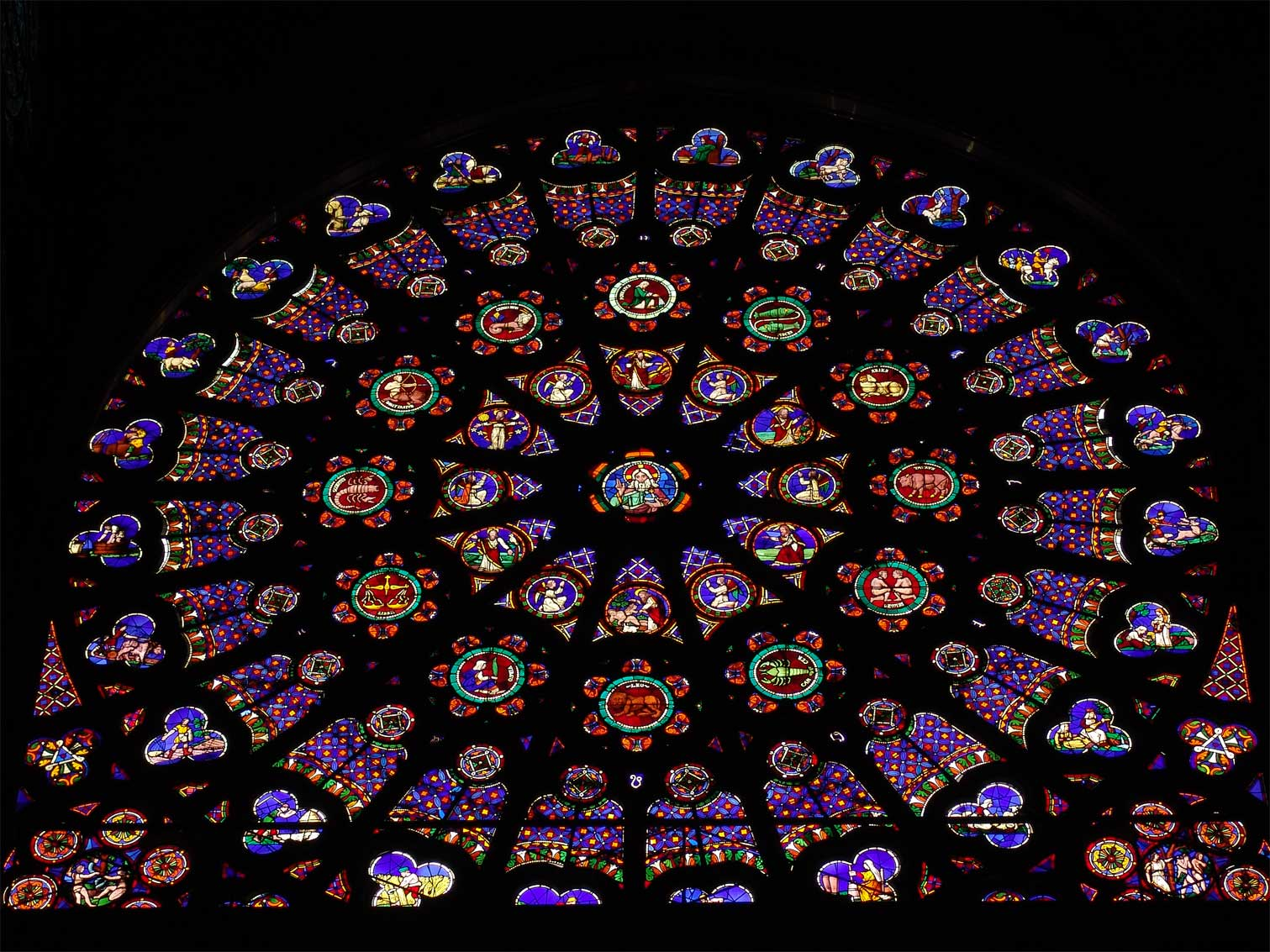
サン・ドニ修道院の北翼廊のバラ窓
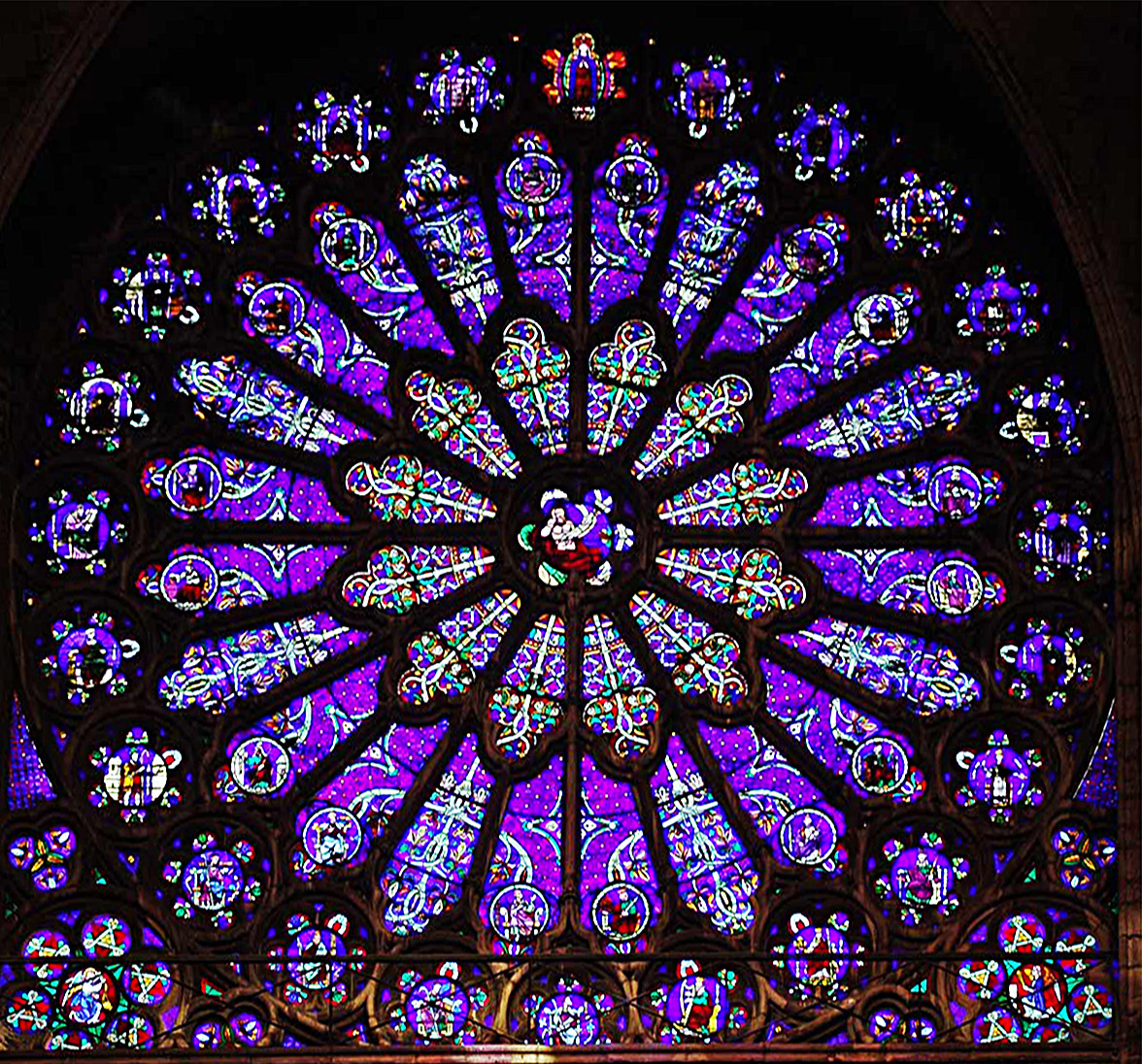
サン・ドニ修道院南翼廊のバラ窓
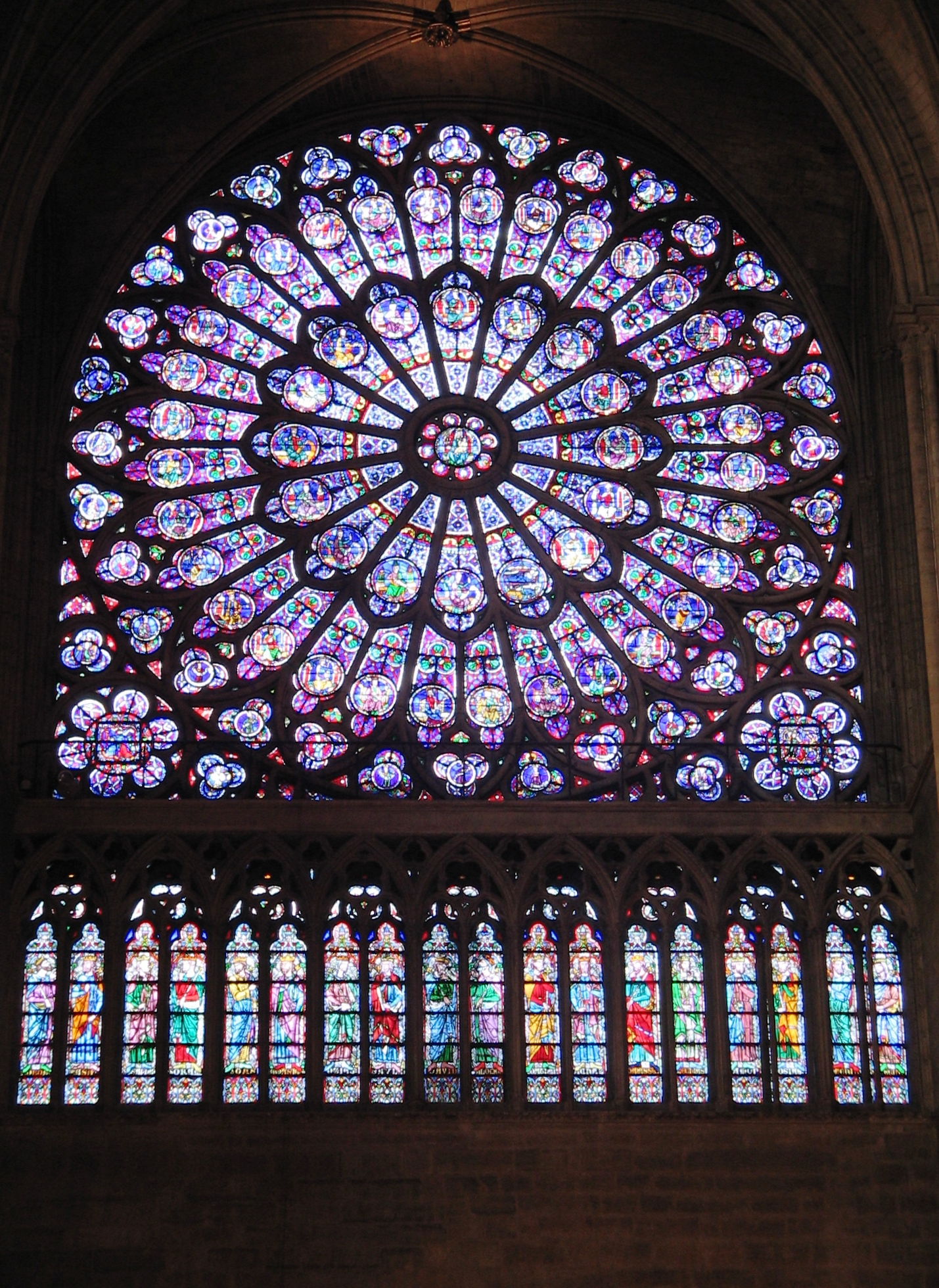
ノートルダム大聖堂（パリ）
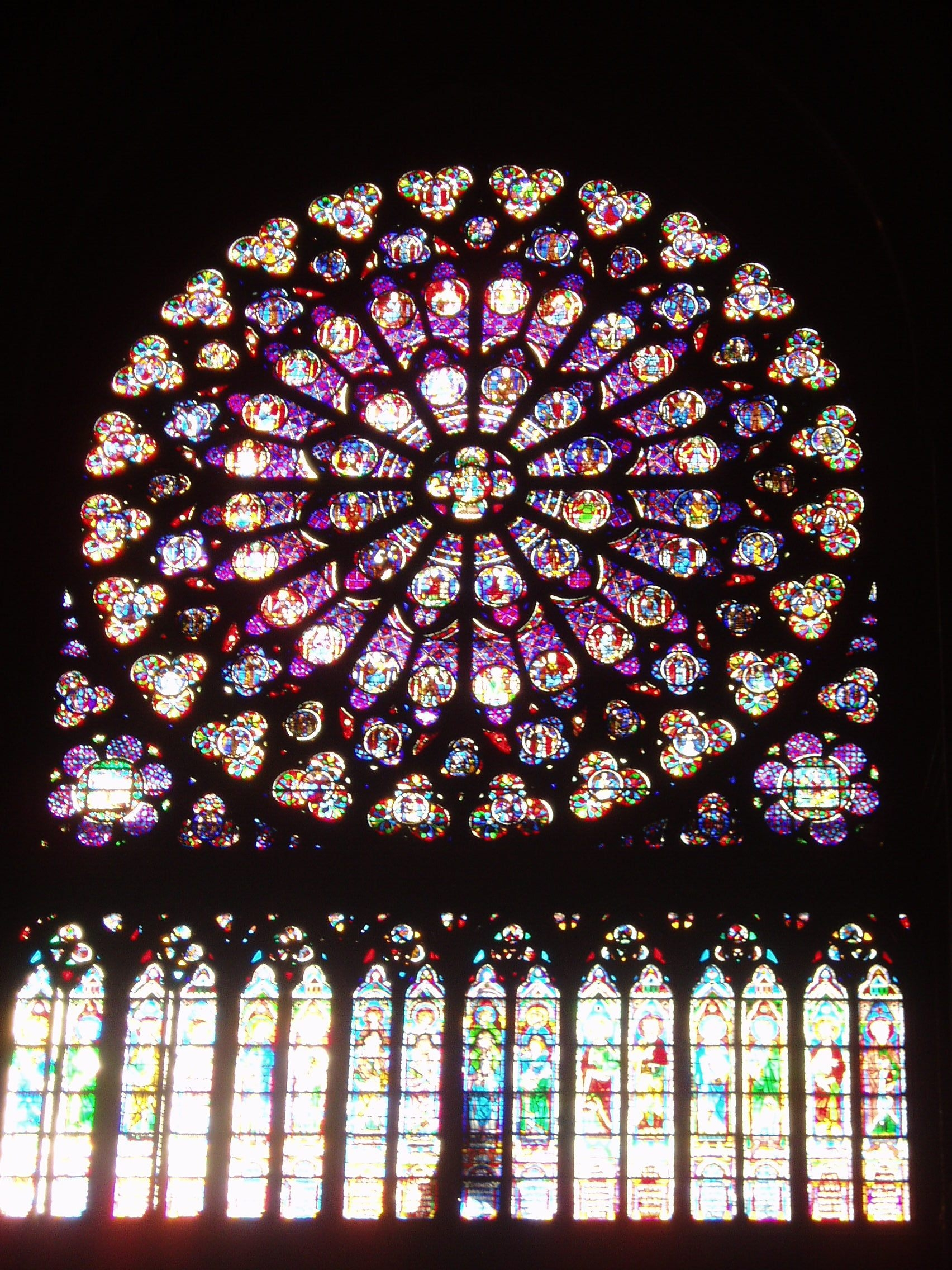
ノートルダム大聖堂（パリ）
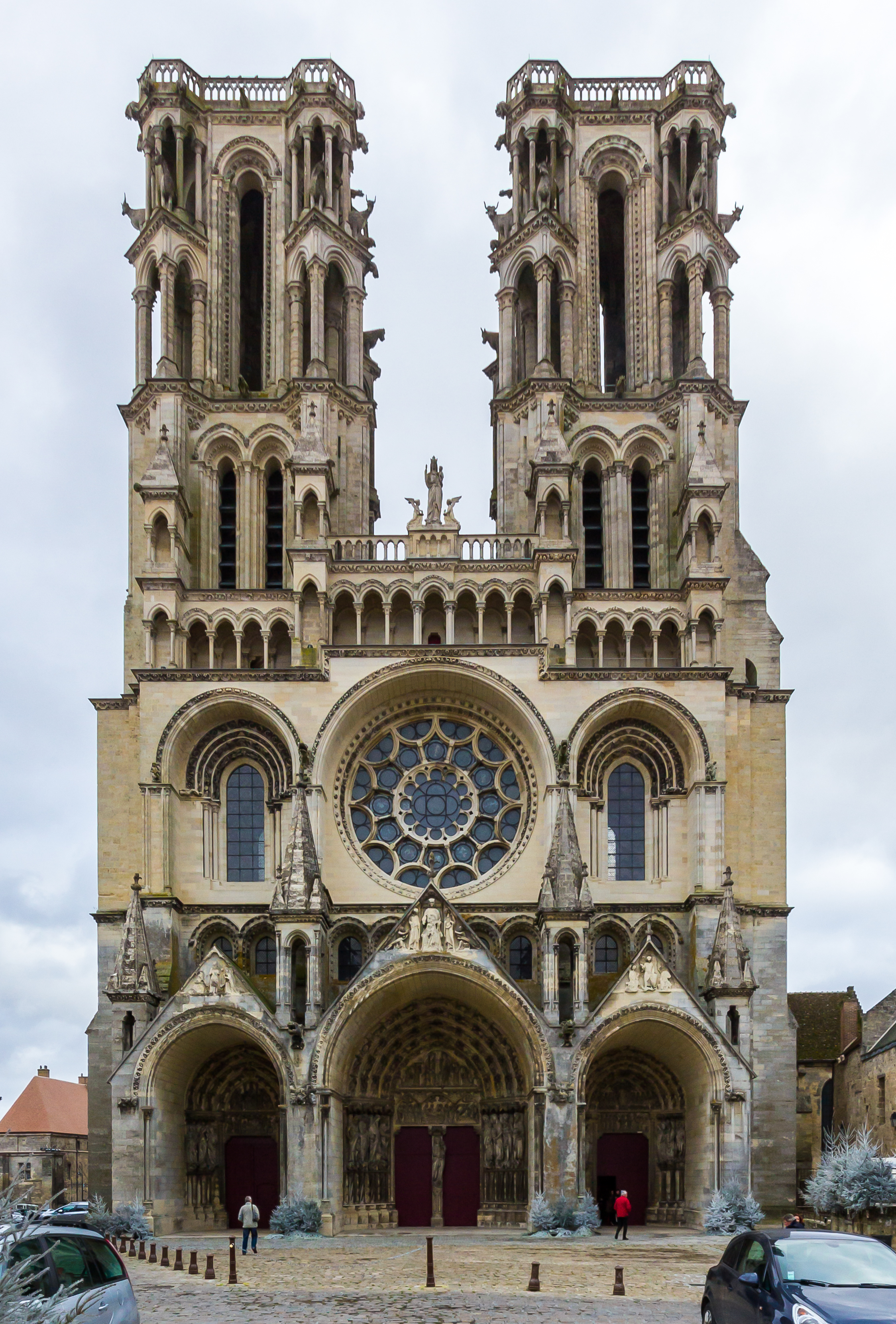
ラン大聖堂
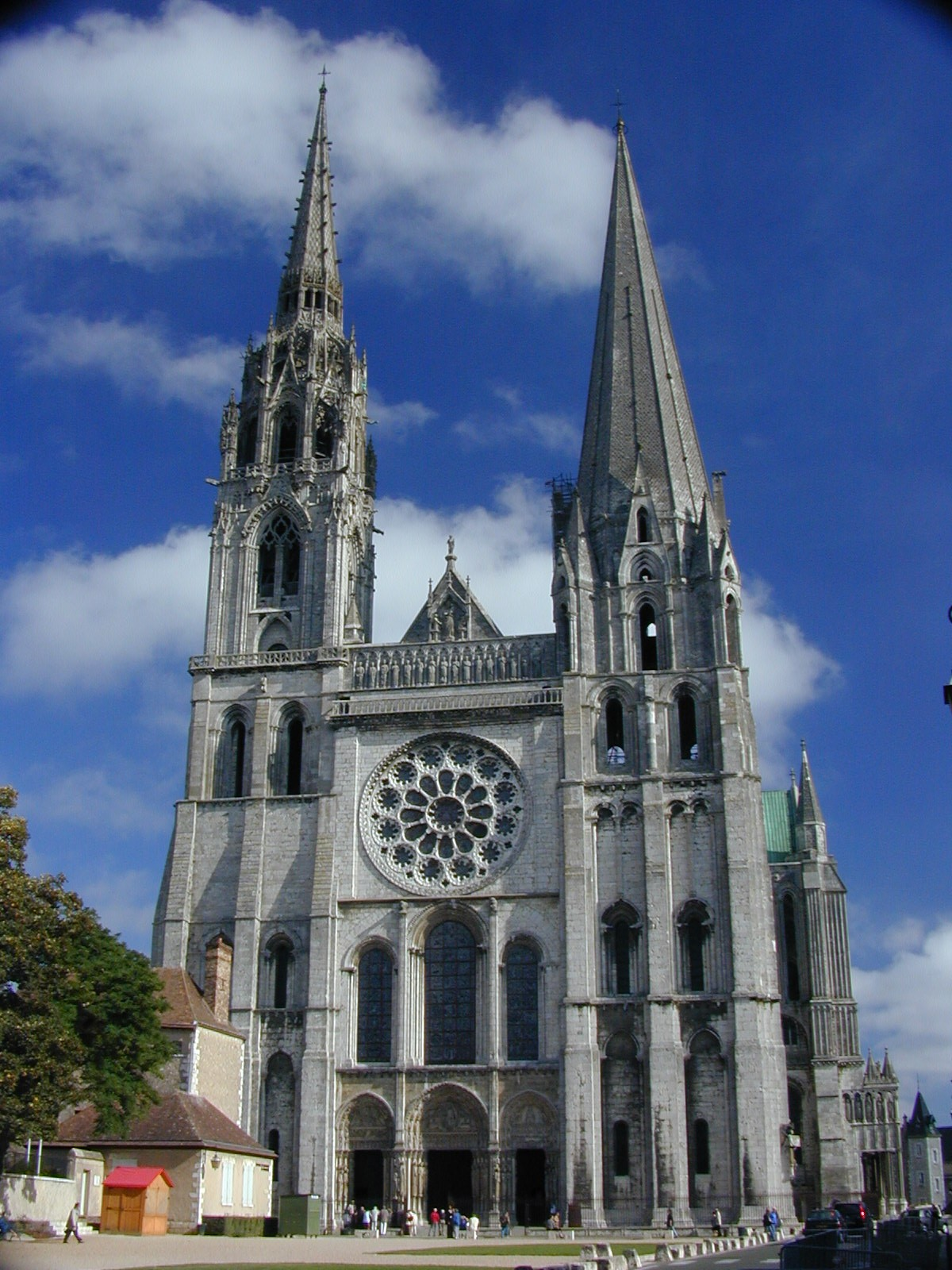
シャルトル大聖堂西ファサード
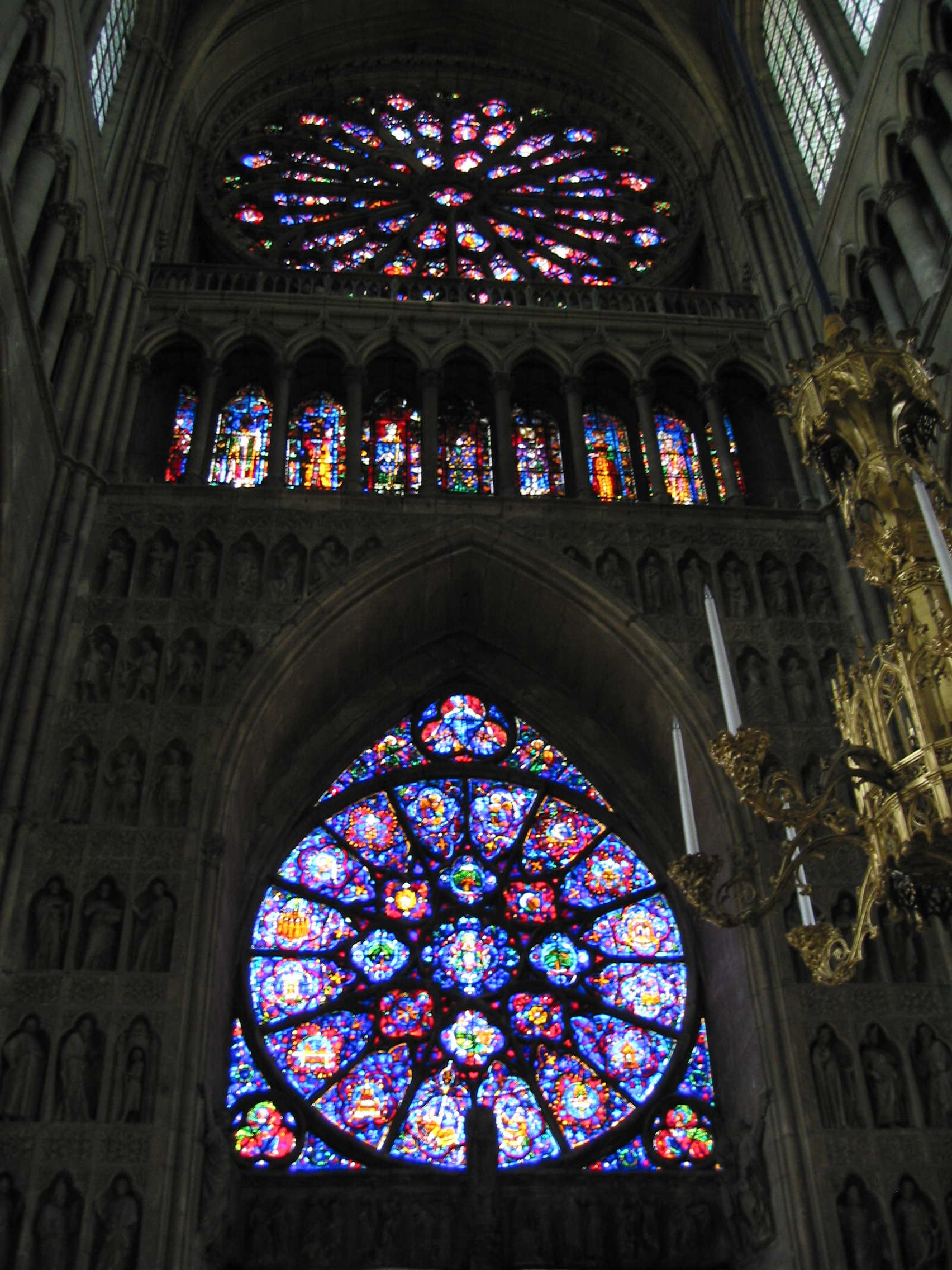
ランスの大聖堂
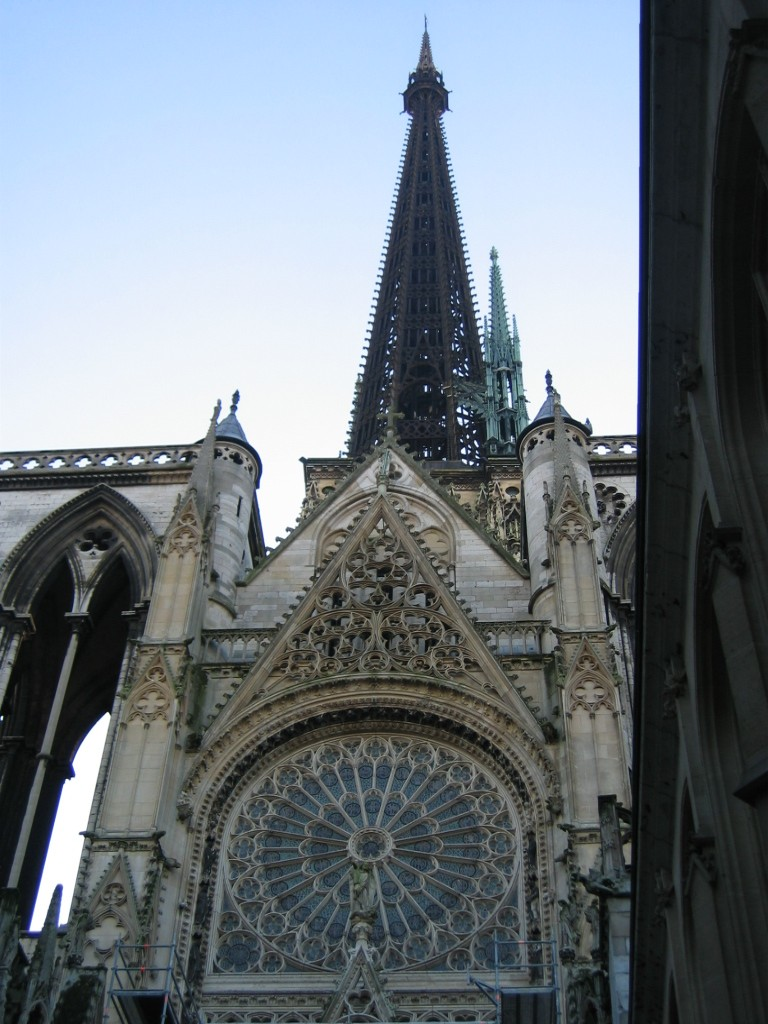
ルーアンの大聖堂
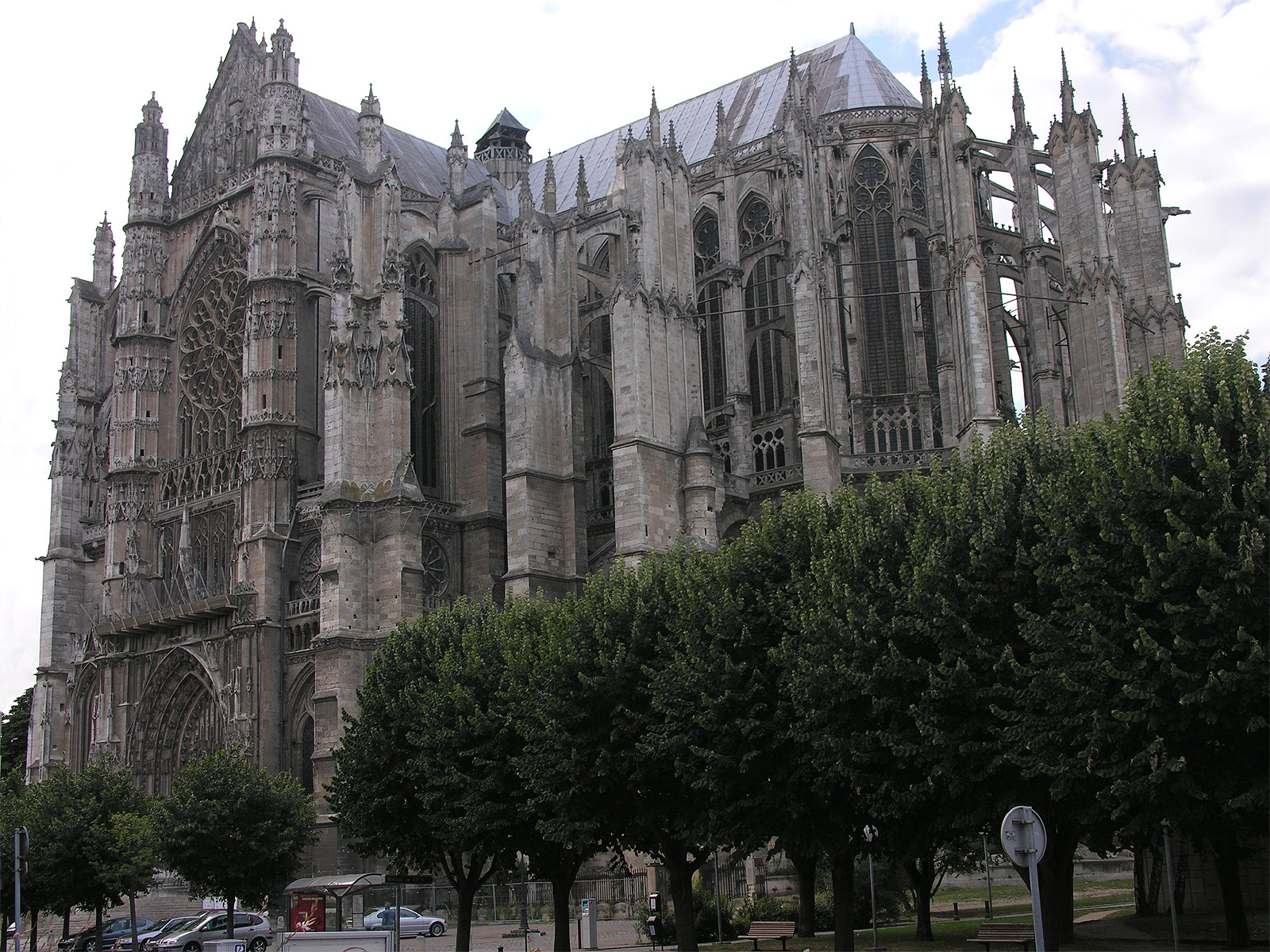
ボーヴェの大聖堂